# Traversodon
Traversodon es un género de terápsidos cinodontos que vivió en lo que actualmente es el noreste de Estados Unidos y América del Sur.

## Especies
Traversodon Stahleckeri fue hallado por Friedrich von Huene en 1936 en el geoparque Paleorrota, São Pedro do Sul, Brasil.

## En la cultura
Un Traversodon acechado por un Coelophysis en When Dinosaurs Roamed America.